# El calendario de Córdoba
El Calendario de Córdoba (o El Libro de la división de los tiempos, en árabe: تقويم قرطبة‎) es una obra escrita en el año 961 por el obispo mozárabe Recemundo. En ella se describen los trabajos agrícolas que habían de llevarse a cabo cada uno de los meses, así como los progresos y evoluciones que debía seguir cada producto. Y tanto en el campo como en la ciudad, la evolución y cambio de las estaciones se tenía muy en cuenta, y se vinculaba con la marcha de las cosechas
El libro de la división de los tiempos, fue traducido en el siglo XIII por el médico y astrónomo Gerardo de Cremona. La obra está dedicada al califa Alhakén II y escrita paralelamente en árabe y latín, aunque ambas versiones no siempre se correspondían.

## Contenido
La obra contiene una recapitulación sobre temas meteorológicos, astronómicos y costumbristas, referentes a la salud e higiene del cuerpo, y a los cultivos de la agricultura. Describe un curioso sistema de predicción meteorológica basado en la posición solar y en la ocultación de determinadas estrellas, asociando estas posiciones con ciertos fenómenos repetitivos experimentados por aquellas fechas.
Existen ciertas dudas sobre si la obra es original, o bien una traducción y ampliación de algún manuscrito árabe anterior.

## Extractos de la obra
- En enero se plantaban en Córdoba las estacas, en septiembre maduraban los frutos y se recogían, y en ese mismo mes se preparaba un conocido jarabe de las dos variedades de granada: ácida (hamïd) y dulce (hulw)".
- Se hace referencia de un colirio, que se elaboraba con el zumo de las dos variedades de granada y agua de hinojo, para curar cataratas